# كلود إي. كاربنتر
كلود إي. كاربنتر (بالإنجليزية: Claude E. Carpenter)‏ هو مصمم إنتاجي أمريكي، ولد في 26 سبتمبر 1904 في غلينديل في الولايات المتحدة، وتوفي في 18 فبراير 1976 في سياتل في الولايات المتحدة.

## وصلات خارجية
- كلود إي. كاربنتر على موقع IMDb (الإنجليزية)
- كلود إي. كاربنتر على موقع أول موفي (الإنجليزية)
- كلود إي. كاربنتر على موقع قاعدة بيانات الفيلم (الإنجليزية)